# Обуз-Лесновский полигон
Обуз-Лесновский полигон (бел. Абуз-Лясноўскі палігон) — военный полигон в районе города Барановичи (Республика Беларусь), назван по имени ближайшего населенного пункта деревни Обуз-Лесная. 
В настоящее время — 230-й общевойсковой полигон Западного оперативного командования Сухопутных войск Вооружённых сил Республики Беларусь.

## История
Учебный артиллерийский полигон создан, в Виленском военном округе, во второй половине XIX века, в то время он получил название Скобелевский полигон (по имени генерала М. Д. Скобелева). Он стал местом проведения специально-артиллерийских сборов, в период с 1907 года по 1914 год, формирований Русской армии и дислокации двух батальонов пехотного полка, а также железнодорожного батальона, который построил специальную железнодорожную ветку от магистрали Московско-Брестской железной дороги.
В 1921-1939 годах полигон находился в Польше и использовался польской армией. В 1939 году попал в БССР в ходе начавшейся Второй Мировой войны.

### Полигон в СССР (1939-91)
Об использовании полигона в 1939 — 1940 годах сведений нет. Известно, что накануне 22 июня 1941 года на территории полигона находился 120-й гаубичный артиллерийский полк большой мощности.
В июне 1941 года непосредственно накануне Великой Отечественной войны в районе Обуз-Лесна было оборудовано военно-полевое управление Западного фронта (на котором к началу войны находились заместитель командующего фронта генерал-лейтенант В. Н. Курдюмов, начальник оперативного отдела штаба фронта генерал-майор И. И. Семёнов и начальник связи фронта генерал-майор А. Т. Григорьев). Сюда же перебазировалось управление 47-го стрелкового корпуса и 121-я стрелковая дивизия.
В течение первой недели войны территория полигона была захвачена немецкими войсками. По воспоминаниям Л. М. Сандалова, на окружном полигоне юго-западнее Баранович (район Тартак) противник захватил большую часть из находившихся там 480 орудий калибра 152-мм. По данным Сандалова, здесь планировалось формирование 10 новых полков артиллерии РГК. 
По окончании Великой Отечественной войны, согласно Постановлению Совета Министров БССР от 4 апреля 1946 года № 496, была выделена земельная площадь для строительства учебного центра, и с 1947 года началось возведение Обуз-Лесновского учебного центра. С этого времени на территории полигона проходили учения Советской Армии ВС Союза ССР, а сам Обуз-Лесновский учебный центр входил в состав 11-й гвардейской отдельной механизированной бригады 28-й общевойсковой армии Белорусского военного округа.

### Полигон Республики Беларусь
21 октября 1992 года Обуз-Лесновский учебный центр переименован в 230-й общевойсковой полигон, который входит в состав Западного оперативного командования Сухопутных войск Республики Беларусь.